# Miejsca pochówku żołnierzy w Chrzanowie
Miejsca pochówku żołnierzy w Chrzanowie
| Nazwa cmentarza                                                                  | Okres             | Lokalizacja                                        | Liczba pochowanych                                                    | Narodowość pochowanych                                                          | Pomnik | Ogrodzenie |
| -------------------------------------------------------------------------------- | ----------------- | -------------------------------------------------- | --------------------------------------------------------------------- | ------------------------------------------------------------------------------- | --- | ---------- |
| Grób powstańca listopadowego                                                     | 1830-1831         | Cmentarz parafii św. Mikołaja                      | 1 (Józef Zaleski, kwatera 1)                                          | polska                                                                          | jest | jest       |
| Groby powstańców styczniowych                                                    | 1863-1864         | Cmentarz parafii św. Mikołaja                      | kilka osób pochowanych w pojedynczych grobach rodzinnych              | polska i włoska (Elia Marchetti)                                                | jest | jest       |
| Cmentarz wojenny nr 444                                                          | I wojna światowa  | Cmentarz parafii św. Mikołaja                      | 51 żołnierzy                                                          | różne                                                                           | jest | jest       |
| Cmentarz wojenny nr 445                                                          | I wojna światowa  | ul. Borowcowa, w sąsiedztwie cmentarza żydowskiego | 168 żołnierzy z armii austro-węgierskiej i 3 z armii rosyjskiej       | polska, czeska, słowacka, węgierska, austriacka, bośniacka, chorwacka, rosyjska | jest | jest       |
| Mogiła żołnierzy polskich poległych we wrześniu 1939 roku                        | 1939              | Cmentarz parafii św. Mikołaja                      | ponad 41 żołnierzy i cywilów                                          | polska                                                                          | jest | jest       |
| Kwatera żołnierzy radzieckich w Parku Przyjaźni Polsko- Radzieckiej w Chrzanowie | II wojna światowa | Park miejski obok budynku Muzeum                   | 38 żołnierzy Armii Czerwonej                                          | rosyjska                                                                        | Zlikwidowany w latach 70 XX w. (ekshumowane zwłoki pochowano na cmentarzu żołnierzy sowieckich w parku w Chrzanowie-Kościelcu) | brak       |
| Cmentarz żołnierzy radzieckich w Chrzanowie- Kościelcu                           | II wojna światowa | Park w Kościelcu                                   | 1365 żołnierzy Armii Czerwonej oraz 7 cywilnych mieszkańców Chrzanowa | rosyjska i polska                                                               | Zlikwidowany w 2018 r. (ekshumowane zwłoki przeniesiono do grobu na cmentarzu komunalnym w Chrzanowie)                         | brak       |
| Mogiła żołnierzy sowieckich na cmentarzu komunalnym w Chrzanowie                 | II wojna światowa | Cmentarz komunalny                                 | 1365 żołnierzy Armii Czerwonej                                        | rosyjska                                                                        | jest | jest       |